# Eberhard Beschnitt
Eberhard Beschnitt (* 9. November 1933 in Chemnitz; † 2. März 2011 ebenda) war ein deutscher Politiker der Sozialistischen Einheitspartei Deutschlands (SED) in der Deutschen Demokratischen Republik (DDR). Er war Generaldirektor verschiedener Kombinate und 1983/84 stellvertretender Minister für Werkzeug- und Verarbeitungsmaschinenbau der DDR.

## Leben
Beschnitt, Sohn eines Schlossers, erlernte von 1948 bis 1950 bei der Firma Niles in Chemnitz den Beruf des Werkzeugmaschinenschlossers. 1953 erwarb er an der Arbeiter-und-Bauern-Fakultät in Chemnitz das Abitur. Bis 1959 studierte er Textilmaschinenbaukonstruktion an der Hochschule für Maschinenbau in Karl-Marx-Stadt und erwarb den Abschluss des Diplom-Ingenieurs. Von 1958 bis 1960 war Beschnitt erster Sekretär der Freien Deutschen Jugend (FDJ) an der Hochschule.
Von 1960 bis 1965 war Beschnitt Assistent, später Konstrukteur, Abteilungsleiter und Chefkonstrukteur im VEB Webstuhlbau Karl-Marx-Stadt und danach bis 1970 Abteilungsleiter, dann Technischer Direktor der VVB Textilmaschinenbau Karl-Marx-Stadt. Von 1967 bis 1971 war Beschnitt Kombinatsdirektor des aus der VVB entstandenen VEB Kombinats Wirk- und Strickmaschinenbau Karl-Marx-Stadt (Textima). Von 1967 bis 1971 war er auch Mitglied der SED-Bezirksleitung Karl-Marx-Stadt.
1986 wurde Beschnitt an der Technischen Universität Karl-Marx-Stadt mit einer Arbeit zu den Bedingungen hoher Innovationsraten im Maschinenbau promoviert. Von 1978 bis 1983 war er Direktor für Außenwirtschaft und Binnenhandel des VE Kombinats Textilmaschinenbau Karl-Marx-Stadt. Von 1972 bis 1989 war Beschnitt Mitglied des Forschungsrats der DDR und 1983/84 stellvertretender Minister für Werkzeug- und Verarbeitungsmaschinenbau. Von 1984 bis 1989 war er Generaldirektor des Kombinats Polygraph in Leipzig.
Nach der Wende und friedlichen Revolution in der DDR wurde Beschnitt zunächst übernommen und war bis 1991 Geschäftsführer der aus dem Kombinat Polygraph hervorgegangenen Contacta GmbH. 1992 bis 1994 war er Leiter eines Architekturbüros in Leipzig.

## Publikationen
- Der Textilmaschinenbau in Sachsen : 1760 bis 2005., Weilrod, Lahnstein, 2005, ISBN 3-938106-01-8.